# Stefan Ćuković
Stefan Ćuković (* 21. Dezember 1997) ist ein bosnischer Leichtathlet, der sich auf den Mittelstreckenlauf spezialisiert hat.

## Sportliche Laufbahn
Erste internationale Erfahrungen sammelte Stefan Ćuković im Jahr 2014, als er bei den Olympischen Jugendspielen in Nanjing in 4:01,93 min den siebten Platz im B-Finale belegte. 2015 wurde er bei der Team-Europameisterschaft der 3. Liga, die im Zuge der Europaspiele in Baku ausgetragen wurde in 8:53,93 min Neunter im 3000-Meter-Lauf. 2017 belegte er bei den Balkan-Hallenmeisterschaften in Belgrad in 4:02,38 min den neunten Platz über 1500 Meter und erreichte mit der bosnischen 4-mal-400-Meter-Staffel nach 3:18,12 min Rang vier. Bei den Freiluftmeisterschaften in Novi Pazar wurde er dann nach 4:01,35 min Siebter. 2018 gewann er bei den Balkan-Hallenmeisterschaften in Istanbul in 3:21,24 min die Bronzemedaille mit der Staffel und bei den Freiluftmeisterschaften in Stara Sagora belegte er in 1:53,19 min den vierten Platz im 800-Meter-Lauf. 2019 klassierte er sich bei den U23-Mittelmeermeisterschaften in Miramas in 3:50,10 min auf dem siebten Platz und kam anschließend bei den Balkan-Hallenmeisterschaften in Istanbul nicht ins Ziel. 2020 belegte er bei den Balkan-Hallenmeisterschaften in 3:54,65 min den siebten Platz über 1500 Meter und belegte mit der Staffel nach 3:28,87 min Rang vier. 2021 wurde er dann bei den Balkan-Hallenmeisterschaften in Istanbul in 3:56,37 min Zehnter und bei den Freiluftmeisterschaften in Smederevo gelangte er nach 4:00,52 min auf Rang acht. Im Jahr darauf erreichte er bei den Balkan-Meisterschaften in Craiova in 4:08,92 min den zwölften Platz über 1500 Meter und anschließend wurde er bei den Mittelmeerspielen in Oran mit 3:50,33 min Elfter. 
In den Jahren 2017 und 2019 sowie von 2020 bis 2022 wurde Ćuković bosnischer Meister im 1500-Meter-Lauf und 2017 und 2018 siegte er über 800 Meter.

## Persönliche Bestleistungen
- 800 Meter: 1:51,00 min, 12. Juni 2019 in Zenica
  - 800 Meter (Halle): 1:51,89 min, 3. Februar 2019 in Belgrad
- 1500 Meter: 3:47,16 min, 14. Mai 2022 in Wien
  - 1500 Meter (Halle): 3:47,47 min, 24. Februar 2021 in Belgrad
- 3000 Meter: 8:46,74 min, 13. Juni 2015 in Zenica